# Festival de Cannes 1959
La douzième édition du Festival de Cannes a lieu du 30 avril au 15 mai 1959 et se déroule au Palais des Festivals dit Palais Croisette, 50 du boulevard de la Croisette.

## Déroulement et faits marquants
Initialement prévu en compétition officielle, Hiroshima mon amour d'Alain Resnais est présenté hors compétition à la suite de pressions de la délégation américaine qui y voit une attaque contre leur pays,. Un incident similaire avait déjà contraint Alain Resnais à présenter Nuit et Brouillard hors compétition lors du festival de Cannes 1956.

## Jury de la compétition
- Marcel Achard, président
- Jean Cocteau, président d'honneur
- Micheline Presle
- Antoni Bohdziewicz
- Michael Cacoyannis
- Carlos Cuenca
- Pierre Daninos
- Julien Duvivier
- Max Favalelli
- Gene Kelly
- Carlo Ponti
- Sergueï Vassiliev

## Sélection officielle

### Compétition
La sélection officielle en compétition se compose de 28 films :
- Anna (Édes Anna) de Zoltán Fábri ( Hongrie)
- Araya de Margot Benacerraf ( Venezuela)
- Au milieu de la nuit (Middle of the Night) de Delbert Mann ( États-Unis)
- Éva ou les Carnets secrets d'une jeune fille (Die Halbzarte) de Rolf Thiele ( Autriche)
- Les Chemins de la haute ville (Room at the Top) de Jack Clayton ( Royaume-Uni)
- Cour martiale (Kriegsgericht) de Kurt Meisel ( Allemagne de l'Ouest)
- Crépuscule ensanglanté (Matoméno iliovasiléma) d'Andréas Lambrinós ( Grèce)
- La cucaracha d'Ismael Rodríguez ( Mexique)
- Désir (Touha) de Vojtěch Jasný ( Tchécoslovaquie)
- Étoiles (Sterne) de Konrad Wolf ( Bulgarie)
- Fanfare (Fanfara) de Bert Haanstra ( Pays-Bas)
- Le Génie du mal (Compulsion) de Richard Fleischer ( États-Unis)
- Le Héron blanc (Shirasagi) de Teinosuke Kinugasa ( Japon)
- Le Héros et le Soldat (Helden) de Franz Peter Wirth ( Allemagne de l'Ouest)
- Le Journal d'Anne Frank (The Diary of Anne Frank) de George Stevens ( États-Unis)
- Lajwanti de Narendra Suri ( Inde)
- Lune de miel (Luna de miel) de  Michael Powell ( Espagne)
- Mademoiselle Avril (Fröken April) de Göran Gentele ( Suède)
- La Maison natale (Otchiy dom) de Lev Koulidjanov ( Union soviétique)
- Nazarín de Luis Buñuel ( Mexique)
- Orfeu Negro de Marcel Camus ( France)
- La Pécheresse (Tang fu yu sheng nu) de Tien Shen ( Chine)
- Polycarpe, maître calligraphe (Policarpo, ufficiale di scrittura) de Mario Soldati ( Italie)
- Les Quatre Cents Coups de François Truffaut ( France)
- Rhapsodie portugaise (Rapsódia portuguesa) de João Mendes ( Portugal)
- Le Songe d'une nuit d'été (Sen noci svatojanske) de Jiří Trnka ( Tchécoslovaquie)
- Train sans horaire (Vlak bez voznog reda) de Veljko Bulajić ( Yougoslavie)
- Zafra de Lucas Demare ( Argentine)

### Hors compétition
1 film est présenté hors compétition :
- Hiroshima mon amour d'Alain Resnais ( France)

## Palmarès
Compétition
- Palme d'or : Orfeu Negro de Marcel Camus
- Prix spécial du jury : Étoiles (Sterne) de Konrad Wolf
- Prix international : Nazarín de Luis Buñuel
- Prix de la mise en scène : François Truffaut pour Les Quatre Cents Coups
- Prix de la comédie : Mario Soldati pour Polycarpe, maître calligraphe (Policarpo, ufficiale di scrittura)
- Prix d'interprétation féminine : Simone Signoret pour Les Chemins de la haute ville (Room at the Top)
- Prix d'interprétation masculine : Dean Stockwell, Bradford Dillman et Orson Welles pour Le Génie du mal (Compulsion)
- Prix de la meilleure sélection : Tchécoslovaquie pour Le Songe d'une nuit d'été (Sen noci svatojanske) de Jiří Trnka et Désir (Touha) de Vojtěch Jasný
- Prix OCIC (Organisation catholique internationale du cinéma) : François Truffaut pour Les Quatre Cents Coups
- Mention spéciale : Teinosuke Kinugasa pour Le Héron blanc (Shirasagi)
- Grand prix technique : Michael Powell pour Lune de miel (Luna de miel)
- Prix FIPRESCI / Prix de la société des écrivains : Hiroshima mon amour d'Alain Resnais[2]

Courts métrages
- Palme d'or du court métrage : Il n'y a que des papillons ici (Motýli tady nežijí) de Miro Bernat
- Prix spécial du Jury - court métrage : Histoire d'un poisson rouge d'Edmond Séchan
- Prix du court métrage : New York, New York de Francis Thompson et Zmiana warty de Halina Bielińska et Włodzimierz Haupe (pl)
- Mention : Le Petit Pêcheur de la mer de Chine de Serge Hanin
- Hommage : La Mer et les Jours de Raymond Vogel et Alain Kaminker
- Prix de la meilleure sélection - court métrage : Il n'y a que des papillons ici de Miro Bernat